# Кляйн, Сесиль
Сесиль Кляйн (анг. Cecile Klein; 15 июня 1907 года — 13 января 2022 года) — канадская долгожительница, возраст которой подтверждён Исследовательской группой геронтологии (GRG) и Группой LongeviQuest (LQ). На момент смерти она была самым старым подтверждённым живым человеком в Канаде, а также она является 4-м старейшим человеком в Канаде. Её возраст на момент смерти составлял 114 лет 212 дней.

## Биография
Сесиль Кляйн родилась в Монреале, Квебек, Канада, 15 июня 1907 года в семье евреев польского происхождения Луи Эфроса.
Кляйн начала работать в адвокатской конторе, а затем в одной из первых форм отдела кадров в RCA Victor. Во время Великой депрессии Кляйн удалось найти своим дядям должность в RCA Victor.
Позже Кляйн переехала в Вестмаунт, Квебек, где 5 июня 1932 года вышла замуж за уроженца Израиля Эрвина Кляйна (1905–1999). У пары было трое детей: Харриет, Арнольд и Луиза. У Кляйна была бабушка, которая дожила до 103 лет, еще жива, когда она вышла замуж за Эрвина, вместе со столетней двоюродной бабушкой Кляйн.
Кляйн жила в их дуплексе в Вестмаунте, пока не упала в 2017 году и впоследствии не переехала в дом престарелых в Кот-Сен-Люк.
Кляйн все еще путешествовала после 100 лет: в возрасте 102 и 103 лет Кляйн совершила два круиза: один на Аляску и один в Мексику.
После падения, в результате которого в возрасте 110 лет был поврежден таз, Кляйн стала менее активной и больше не смогла ходить.
В возрасте 111 лет Кляйн все ещё могла читать газету без очков.
Кляйн получила свою первую дозу вакцины от Covid-19 в декабре 2020 года, что сделало её одним из старейших известных людей, получивших вакцину.
Кляйн умерла в Кот-Сен-Люк, Квебек, Канада, 13 января 2022 года в возрасте 114 лет и 212 дней.

## Рекорды долгожителя
- Сесиль Кляйн является четвёртым старейшим по возрасту человеком в Канаде, после Марии-Луизы Мейёр, Мэри Энн Роудз и Жюли Виннефред Бертран.
- С 15 декабря 2021 года по 25 декабря 2023 года Сесиль Кляйн входила в сотню старейших верифицированных людей в мире.

## Примирения
1. ↑  Cecile Klein (англ.). Fandom. Дата обращения: 5 августа 2023. Архивировано 5 августа 2023 года.
2. ↑  Cecile Klein (англ.). LongeviQuest. Дата обращения: 5 августа 2023. Архивировано 5 августа 2023 года.
3. ↑  Canada’s Oldest Person: Cecile Klein marks 114 years (англ.). The CJN. Дата обращения: 5 августа 2023. Архивировано 15 июня 2023 года.
4. ↑  Cecile Klein June 15, 1907 - January 13, 2022 (англ.). echovita. Дата обращения: 5 августа 2023. Архивировано 5 августа 2023 года.
5. ↑  Cecile Klein (1907-2022) (англ.). The 110 Club. Дата обращения: 6 июня 2023. Архивировано 5 июня 2023 года.
6. ↑  Cecile Klein, Canada’s oldest person for 7 months, dies at 114 years (англ.). TTOI. Дата обращения: 5 августа 2023. Архивировано 5 августа 2023 года.